# Fútbol en los Juegos Deportivos Nacionales de Colombia
El fútbol o balompié es uno de los deportes disputados en los Juegos Deportivos Nacionales de Colombia; el torneo se rige bajo las normas de la FIFA. El evento es organizado por el Ministerio del Deporte y cuenta con los avales de la Federación Colombiana de Fútbol y la División Aficionada del Fútbol Colombiano.

## Historial
- Nota: Resultados disponibles desde la edición 2008.

### Torneos masculinos
| Año          | Sede               | Medalla de Oro  | Final Resultado | Medalla de Plata | Medalla de Bronce | Resultado      | Cuarto lugar    |
| ------------ | ------------------ | --------------- | --------------- | ---------------- | ----------------- | -------------- | --------------- |
| 2008 Detalle | Valle del Cauca    | Valle del Cauca | 2:0             | Boyacá           | Antioquia         | 5:2            | Atlántico       |
| 2012 Detalle | Norte de Santander | Antioquia       | 3:0             | Bogotá           | Nariño            | 2:1            | Valle del Cauca |
| 2015 Detalle | Chocó              | Antioquia       | 1:1 (4:2 pen.)  | Risaralda        | Valle del Cauca   | 0:0 (5:3 pen.) | Meta            |
| 2019 Detalle | Bolívar            | Bogotá          | 2:2 (4:3 pen.)  | Atlántico        | Antioquia         | 2:1            | Risaralda       |
| 2023 Detalle | Caldas y Quindío   | Antioquia       | 2:2 (5:3 pen.)  | Valle del Cauca  | Caldas            | 1:0            | Bogotá          |
| 2027         | Córdoba y Sucre    | Por disputarse  | Por disputarse  | Por disputarse   | Por disputarse    | Por disputarse | Por disputarse  |

### Medallero masculino
| Núm. | País            | Oro | Plata | Bronce | Total |
| ---- | --------------- | --- | ----- | ------ | ----- |
| 1    | Antioquia       | 3   | 0     | 2      | 5     |
| 2    | Valle del Cauca | 1   | 1     | 1      | 3     |
| 3    | Bogotá          | 1   | 1     | 0      | 2     |
| 4    | Atlántico       | 0   | 1     | 0      | 1     |
| 4    | Boyacá          | 0   | 1     | 0      | 1     |
| 4    | Risaralda       | 0   | 1     | 0      | 1     |
| 7    | Caldas          | 0   | 0     | 1      | 1     |
| 7    | Nariño          | 0   | 0     | 1      | 1     |

### Torneos femeninos
| Año          | Sede            | Medalla de Oro  | Final Resultado | Medalla de Plata | Medalla de Bronce | Resultado      | Cuarto lugar       |
| ------------ | --------------- | --------------- | --------------- | ---------------- | ----------------- | -------------- | ------------------ |
| 2008 Detalle | San Andrés      | Antioquia       | Lig.            | Valle del Cauca  | Tolima            | Lig.           | Bogotá             |
| 2012 Detalle | Córdoba         | Valle del Cauca | 1:0             | Antioquia        | Bogotá            | 3:0            | Bolívar            |
| 2015 Detalle | Tolima          | Antioquia       | 2:1             | Bogotá           | Boyacá            | 2:1            | Tolima             |
| 2019 Detalle | Bolívar         | Antioquia       | 1:0             | Valle del Cauca  | Meta              | 1:0            | Norte de Santander |
| 2023 Detalle | Risaralda       | Valle del Cauca | 4:0             | Risaralda        | Boyacá            | 2:2 (5:3 pen.) | Antioquia          |
| 2027         | Córdoba y Sucre | Por disputarse  | Por disputarse  | Por disputarse   | Por disputarse    | Por disputarse | Por disputarse     |

### Medallero femenino
| Núm. | País            | Oro | Plata | Bronce | Total |
| ---- | --------------- | --- | ----- | ------ | ----- |
| 1    | Antioquia       | 3   | 2     | 0      | 5     |
| 2    | Valle del Cauca | 2   | 2     | 0      | 4     |
| 3    | Bogotá          | 0   | 1     | 1      | 2     |
| 4    | Risaralda       | 0   | 1     | 0      | 1     |
| 5    | Boyacá          | 0   | 0     | 2      | 2     |
| 6    | Meta            | 0   | 0     | 1      | 1     |
| 6    | Tolima          | 0   | 0     | 1      | 1     |

## Medallero general
| Núm. | País            | Oro | Plata | Bronce | Total |
| ---- | --------------- | --- | ----- | ------ | ----- |
| 1    | Antioquia       | 6   | 2     | 2      | 10    |
| 2    | Valle del Cauca | 3   | 3     | 1      | 7     |
| 3    | Bogotá          | 1   | 2     | 1      | 4     |
| 4    | Risaralda       | 0   | 2     | 0      | 2     |
| 5    | Boyacá          | 0   | 1     | 2      | 3     |
| 6    | Atlántico       | 0   | 1     | 0      | 1     |
| 7    | Caldas          | 0   | 0     | 1      | 1     |
| 7    | Nariño          | 0   | 0     | 1      | 1     |
| 7    | Meta            | 0   | 0     | 1      | 1     |
| 7    | Tolima          | 0   | 0     | 1      | 1     |